# Iodoformprobe

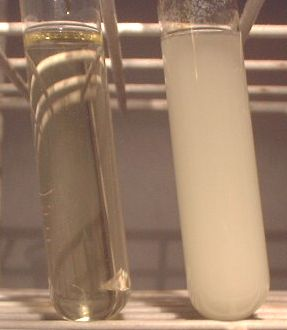
Negative und positive Jodoformprobe

Die Jodoformprobe (auch Iodoformprobe geschrieben und Lieben-Reaktion genannt) dient zum Nachweis von chemischen Verbindungen, welche eine Acetylgruppe (H3C-CO-) oder eine 1-Hydroxyethylgruppe (H3C–CH(OH)–) enthalten. Zu diesen Verbindungen zählen zum Beispiel Aceton oder Ethanol. Entdeckt wurde diese Probe 1870 von Adolf Lieben.

## Übersichtsreaktion
Bei der Lieben-Reaktion werden Methylketone von einer alkalischen Iod-Lösung in Carbonsäuresalz und Iodoform gespalten.
Die zu prüfende Substanz wird mit Kaliumhydroxid und Lugolscher Lösung versetzt und kurz erwärmt, worauf sich das gelbe und wasserunlösliche Iodoform bildet.
Die Reaktion kann auch mit primären und sekundären Methylcarbinolen durchgeführt werden. Diese werden zu den jeweiligen Carbonylverbindungen oxidiert.

## Reaktionsmechanismus
Es handelt sich hierbei um eine Haloformreaktion. Die Reaktion stellt eine Kombination aus zwei verschiedenen Reaktionen dar.

### Erste Reaktionsphase
In der ersten Reaktionsphase wird die Methylgruppe des Methylketons dreifach iodiert. Hierbei wird über die basische Aldolreaktion die Enolat-Form gebildet, welche das elektronenliebende Teilchen des Iodmoleküls angreift.
Die zweite und dritte Halogenierung der Methylgruppe verläuft komplett analog.

### Zweite Reaktionsphase
In der zweiten Reaktionsphase wird die eigentliche Spaltung des gebildeten Triiodketons in eine Carbonsäure und Iodoform vollzogen.
Dabei wird die Spaltung durch Zugabe einer Base eingeleitet. Das Hydroxid-Ion greift an dem Carbonylkohlenstoff an. Anschließend spaltet sich ein Triiodmethyl-Anion ab. Diese wird durch Säurezugabe zum Iodoform protoniert.